# Żurawiec (Gorzyce)
Żurawiec – część wsi Gorzyce w Polsce położona w województwie podkarpackim, w powiecie przeworskim, w gminie Tryńcza, w sołectwie Gorzyce.
W latach 1975–1998 miejscowość położona była w województwie przemyskim.